# Paul Frischauer
Paul Frischauer (geboren 25. Mai 1898 in Wien, Österreich-Ungarn; gestorben 7. Mai 1977 in Wien) war ein österreichischer Romanautor und Journalist.

## Leben

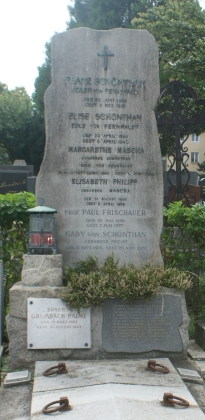
Grabstätte von Paul Frischauer

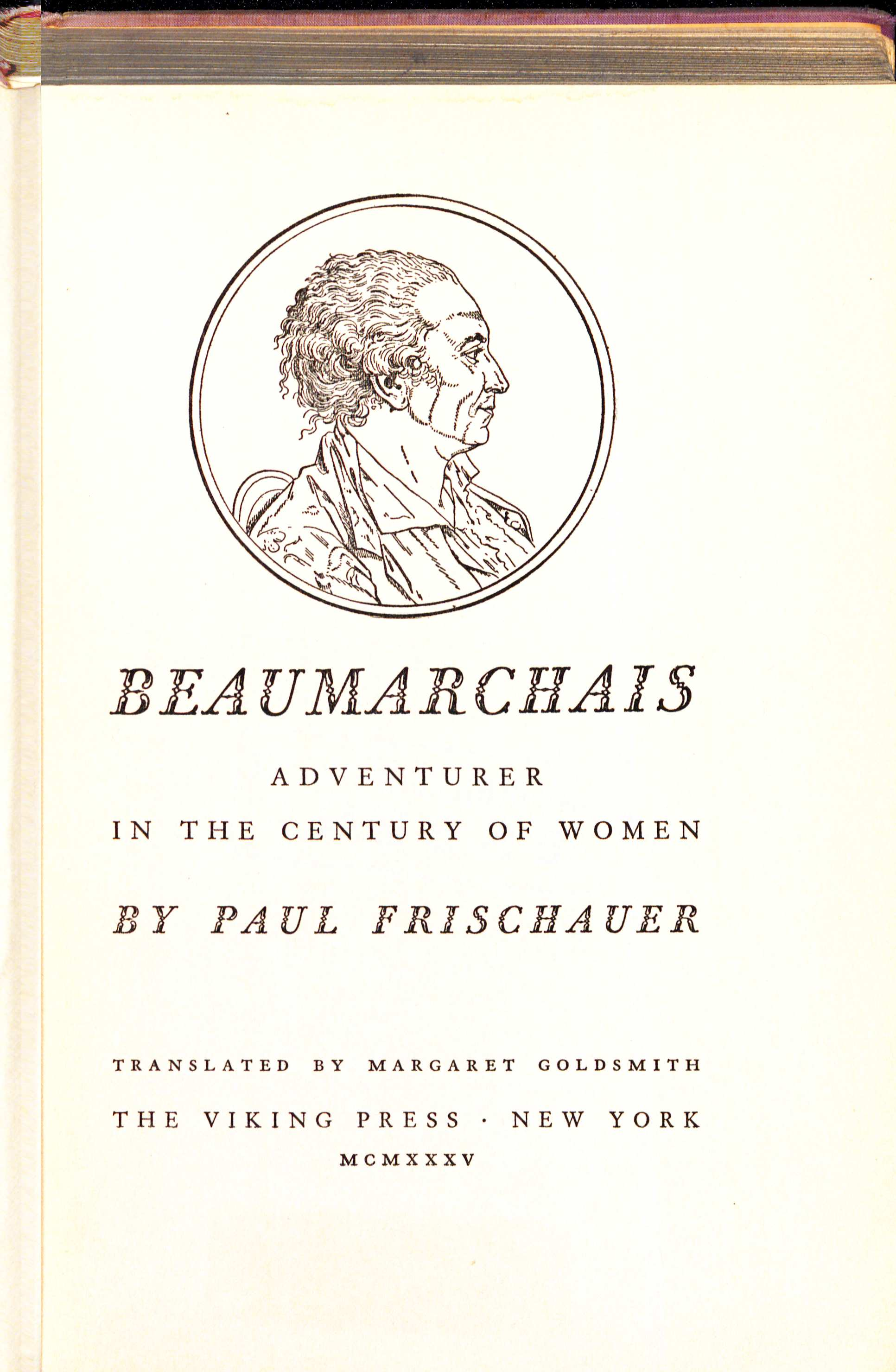
Margaret Goldsmith' Übersetzung (1935)

Paul Frischauer war der Sohn einer Verlegerfamilie. Sein Vater war Herausgeber des Neuen Wiener Tagblatts; seine Mutter stammte aus der Herausgeberfamilie der Wiener Sonn- und Montags-Zeitung. Frischauer studierte Geschichte und Staatswissenschaften in Wien.
Im Jahr 1924 wurde sein Drama Im Dunkel in Wien aufgeführt. Er veröffentlichte Feuilletons und Novellen in Wiener Zeitungen, im Berliner Tageblatt und in der Vossischen Zeitung. Als Romanautor konzentrierte er sich auf historische Romane wie Dürer und Prinz Eugen, die im Paul Zsolnay Verlag erschienen und in den 1920er und den frühen 1930er einige Erfolge erzielten.
1933 bei der Tagung des Österreichischen P.E.N. in Ragusa bezog er Stellung gegen die prodeutsche (nationalsozialistische) Haltung der österreichischen P.E.N.-Delegierten Grete von Urbanitzky. 1934 emigrierte er als Gegner der Nationalsozialisten aus dem austrofaschistischen Österreich zunächst nach Großbritannien und von dort aus 1940 nach Brasilien, wo er 1944 die Staatsbürgerschaft erhielt. Sein Bruder Willi Frischauer emigrierte ebenfalls nach Großbritannien, er konnte sich im Unterschied zu Paul sprachlich völlig umstellen und reüssierte als englischer Gesellschaftsjournalist. Seine Eltern konnten sich nicht zur Emigration entschließen und wurden 1942 im Ghetto Theresienstadt Opfer des Holocaust.
Frischauer ging 1945 in die USA und arbeitete kurzzeitig als Ghostwriter an Alma Mahler-Werfels Autobiografie, bevor sie sich wegen ihres Antisemitismus zerstritten. 1955 erhielt er die US-amerikanische Staatsbürgerschaft. 1957 kehrte er nach Österreich zurück.
Im Exil schrieb er einen Roman über Beaumarchais und die napoleonische Zeit sowie über die Habsburger. Nach seiner Rückkehr nach Österreich schrieb er für deutschsprachige Buchgemeinschaften Sachbücher wie Weltgeschichte in Romanen, Knaurs Sittengeschichte der Welt und Moral und Unmoral der deutschen Frau.
1921 heiratete Frischauer die Schriftstellerin Alma Wittlin, die Ehe bestand de facto bis 1930, de jure (Scheidung) bis 1932. Alma war die jüngere Schwester von Józef Wittlin, mit dem Frischauer eng befreundet war. 1958 heiratete er in Mexiko in vierter Ehe die Wiener Schauspielerin Gabriele Philipp, die dann bald unter dem Pseudonym Gaby von Schönthan, nach ihrem Urgroßvater Franz von Schönthan, ebenfalls meist historische Romane schrieb.
Frischauer wurde auf dem Döblinger Friedhof (Gruppe 32, Nummer 29) in Wien beerdigt.

## Werke (Auswahl)
- Im Dunkel, 1924 (Drama)
- Die geheimen Denkwürdigkeiten der Gräfin Dubarry, Wien, Karl König, 1924
- Dürer, Wien, P. Zsolnay, 1925
- Ravaillac oder die Ermordung eines Königs, Wien, P. Zsolnay, 1926
- Das Herz im Ausverkauf, Wien, P. Zsolnay, 1929
- Der Gewinn, Berlin, Zsolnay, 1932
- Prinz Eugen, Berlin, Zsolnay, 1933
- Garibaldi, Zürich, Bibliothek Zeitgenössischer Werke, 1934
- Beaumarchais: der Abenteurer im Jahrhundert der Frauen, Zürich, Bibliothek Zeitgenössischer Werke, 1935
- A great lord, London, Cassell, 1937 (Übersetzung aus dem Deutschen Phyllis Blewitt, Trevor Blewitt)
- England's years of danger: a new history of the World War 1792-1815 dramatised in documents,  New York, Oxford Univ. Press, 1938
- The imperial crown: the story of the rise and fall of the Holy Roman and the Austrian empires, London, Cassell, 1939 (Übersetzung H. Leigh Farnell)
- Presidente Vargas, São Paulo, Companhia Editora Nacional, 1943 (Übersetzung ins Portugiesische Mário da Silva, Brutus Pedreira)
- So great a queen: the story of Esther, queen of Persia. New York, NY, Scribner, 1950
- Die fremde Königin: ein historischer Roman, München, Kindler, 1959
- Wirf deinen Schatten, Sonne: Leonardo da Vinci. Roman, Berlin, Herbig, 1974 ISBN 978-3-7766-0665-2
- Sittengeschichte der Welt, Droemersche Verlagsanstalt, 1968. Vom Autor bearbeitete Taschenbuchausgabe dieses Werk in drei Banden:
  - Knaurs Sittengeschichte der Welt. 1. Von Paradies bis Pompeji,  München/Zürich, Droemer/Knaur, 1974 (Knaur 340) ISBN 3-426-00340-6
  - Knaurs Sittengeschichte der Welt. 2. Von Rom bis Rokoko, München/Zürich, Droemer/Knaur, 1974 (Knaur 348) ISBN 3-426-00348-1
  - Knaurs Sittengeschichte der Welt. 3. Von Paris bis zur Pille, München/Zürich, Droemer/Knaur, 1974 (Knaur 353) ISBN 3-426-00353-8